# Куб Бедлама

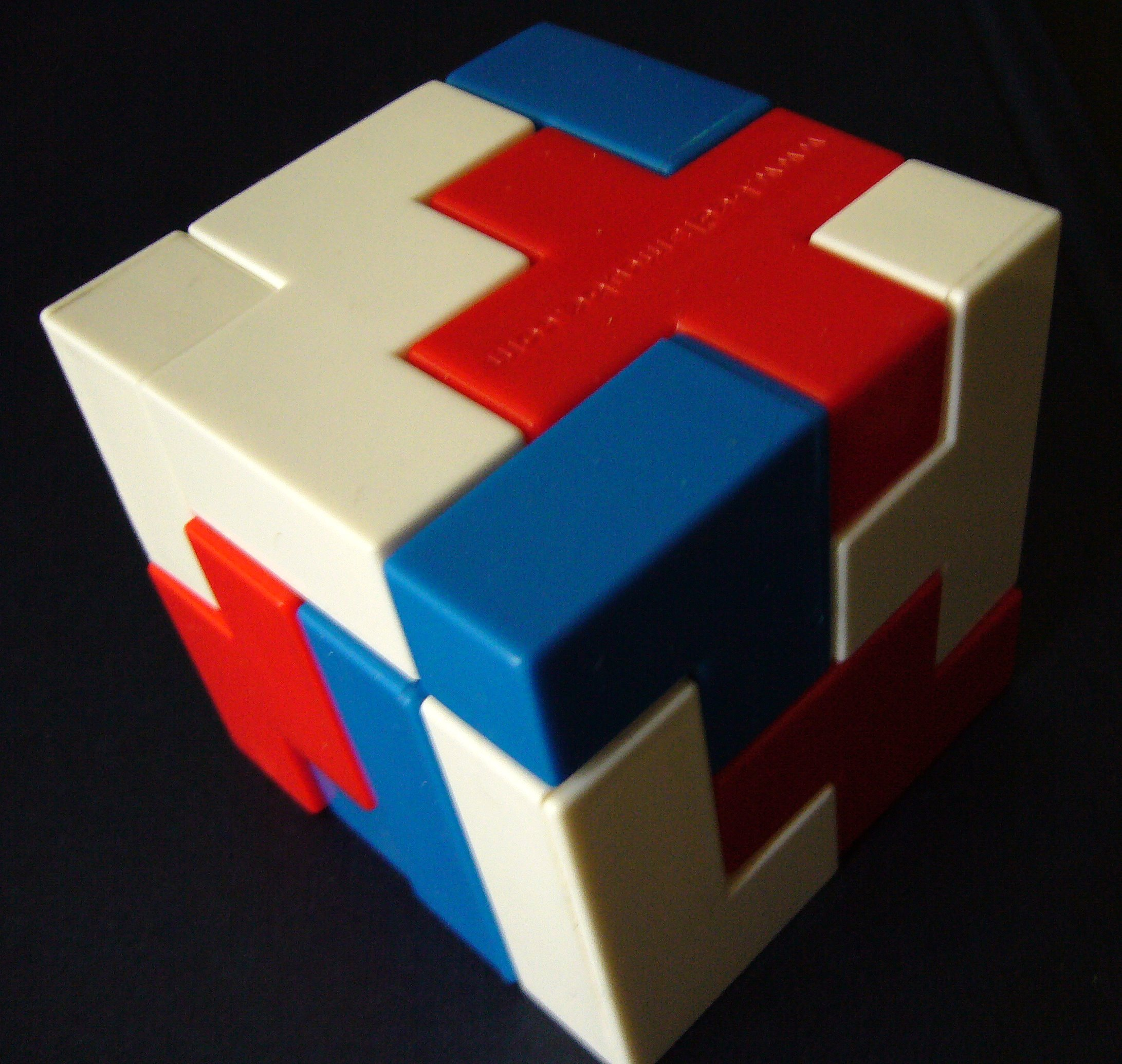
Куб Бедлама

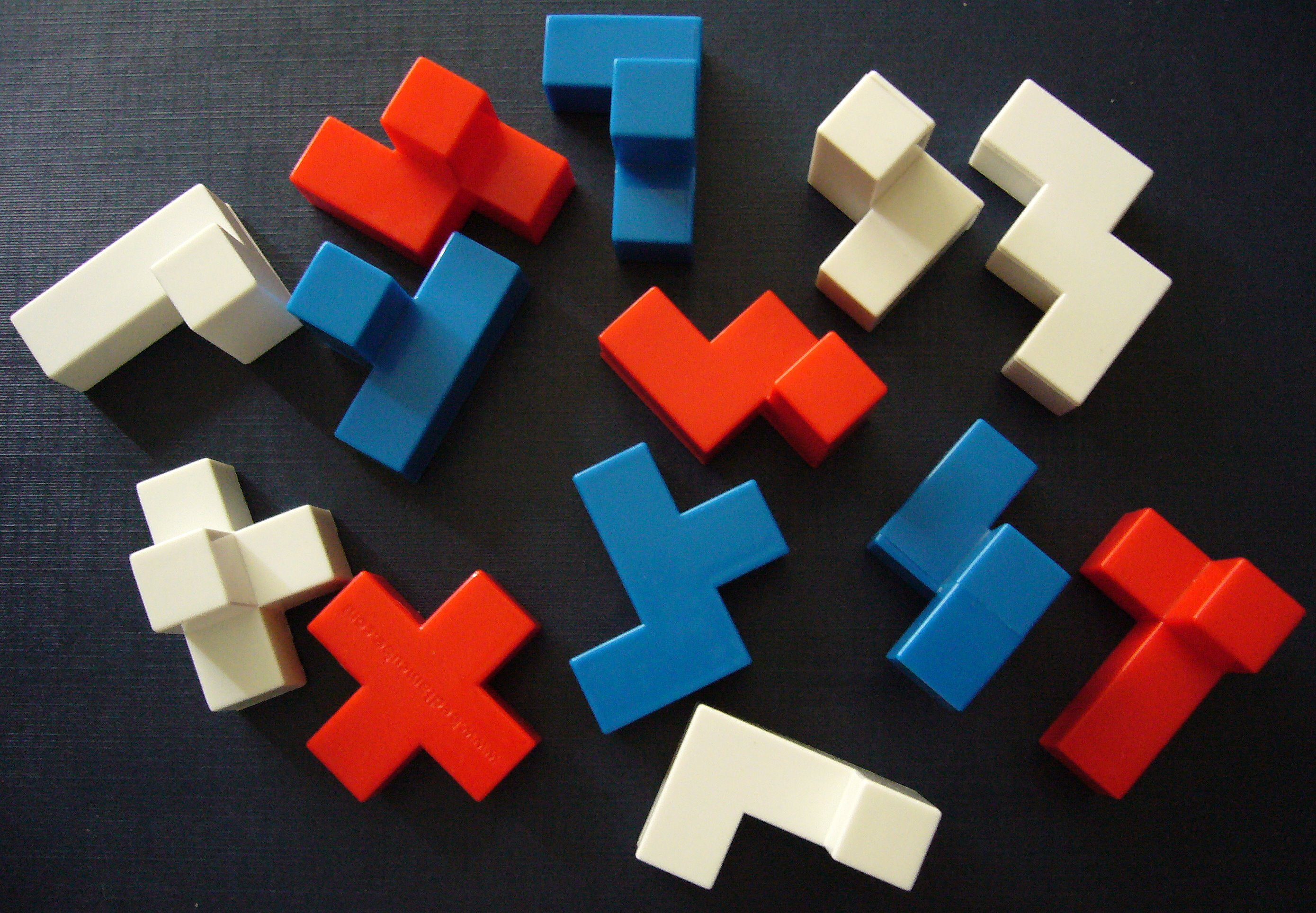
Елементи куба Бедлама

Розв'язанняння головоломки куб Бедлама

Кубик Бедлама — це складана головоломка, яку винайшов британський експерт із головоломок Брюс Бедлам.

## Конструкція
Головоломка складається з тринадцяти полікубічних частин: дванадцяти пентакубів і одного тетракуба. Мета полягає в тому, щоб зібрати їх в куб 4 x 4 x 4. Є 19 186 різних способів зробити це, включно з поворотами й відображеннями.
Ребро куба Бедлама на одиницю більше, ніж у кубиків сома (3 x 3 x 3), і його значно складніше розгадати.

## Історія
Двоє «драконів» з програми Dragons' Den (BBC), Рейчел Елно і Тео Пафітіс, мали інвестувати в куб Бедлам під час серіалу 2005 року. Вони запропонували 100 000 фунтів стерлінгів за 30 % акцій Bedlam Puzzles. Зрештою Денні Бемпінг (підприємець, що стоїть за кубом Бедлама) вибрав замість інвестицій банківську позику, що показано в епізоді Dragons' Den «Де вони зараз».

## Рекорди
Згідно з Книгою рекордів Гіннеса, офіційний світовий рекорд зі складання куба Бедлама — 11,03 с, встановив Денні Бампінг 9 листопада 2006 року. Рекорд із зав'язаними очима — 27,21 с, встановив 25 лютого 2008 року Олександр Ільясов.